# Лапиньский, Хенрик
Хенрик Лапиньский (пол. Henryk Łapiński; 2 января 1933 — 11 сентября 2020) — польский актёр театра, кино, радио и телевидения, также актёр озвучивания.

## Биография
Хенрик Лапиньский родился в Варшаве. Актёрское образование получил в Киношколе в Лодзи, которую окончил в 1956 году. Дебютировал в театре в 1956 году в Лодзи. Актёр театров в Лодзи и Варшаве. Выступал в спектаклях «театра телевидения» с 1965 и «театра Польского радио» с 1975 года.

## Избранная фильмография

### актёр
- 1969 — Приключения канонира Доласа, или Как я развязал Вторую мировую войну / Jak rozpętałem drugą wojnę światową
- 1971 — Не люблю понедельник / Nie lubię poniedziałku
- 1971 — Агент № 1 / Agent nr 1
- 1972 — Освобождение
- 1973 — Большая любовь Бальзака / Wielka miłość Balzaka (только в 5-й серии)
- 1974 — Весна, пан сержант! / Wiosna panie sierżancie
- 1975 — Ночи и дни / Noce i dnie
- 1976 — Человек из мрамора / Człowiek z marmuru
- 1977 — Польские пути / Polskie drogi (только в 10-й серии)
- 1978 — Посреди ночной тишины / Wśród nocnej ciszy
- 1980 — Ничего не мешает / Nic nie stoi na przeszkodzie
- 1987 — Короткий фильм об убийстве / Krótki film o zabijaniu
- 1988 — Декалог 5 / Dekalog 5
- 1988 — Мастер и Маргарита / Mistrz I Małgorzata
- 1989 — Искусство любви / Sztuka kochania
- 1990 — Ян Килинский / Jan Kiliński
- 1995 — Скандал из-за Баси / Awantura o Basię
- 2009 — Сестры / Siostry

### озвучивание
- польские мультфильмы и документальные фильмы 1983—2007 гг.
- польский дубляж: 101 далматинец, Аладдин, Астерикс в Британии, Астерикс и Клеопатра, Астерикс из Галлии, Бабар, Большой бой Астерикса, Бэтмен: Маска Фантазма, Гуфи и его команда, Двенадцать подвигов Астерикса, Лохмотья, Пингвины мистера Поппера, Покахонтас 2: Путешествие в новый мир, Приключения мишек Гамми, Приключения пчёлки Майи, Приключения Сары Джейн, Серебряный Сёрфер, Том и Джерри, Утиные истории, Чип и Дейл спешат на помощь, Чудеса на виражах

## Признание
- Серебряный Крест Заслуги (1974).
- Заслуженный деятель культуры Польши (1977).
- Кавалерский крест Ордена Возрождения Польши (2003).